# Gondar (Äthiopien)
Gondar (amharisch ጎንደር), Gondär, auch Gonder, ist eine Stadt in Äthiopien in der Region Amhara. Sie hat etwa 342.000 Einwohner (Schätzung 2016). Die Region ist gebirgig, die Stadt liegt auf 2133 m Höhe. In den Bergen nördlich von ihr entspringt ein Fluss, der lange als die Quelle des Blauen Nils betrachtet wurde. Von 1636 bis 1855 war Gondar die äthiopische Hauptstadt. Von Kaiser Fasilides gegründet, war Gondar die erste permanente Hauptstadt seit den Zeiten der antiken Städte Aksum und Lalibela.
In Gondar finden sich Schlösser und zahlreiche Kirchen. Trotz des Bombardements der Briten im Befreiungskampf von 1941 blieben die meisten Bauten von Gonder gut erhalten.
Gondar verfügt über eine Universität und den Flughafen Gondar. Zur Wasserversorgung wurde östlich der Stadt das Angereb Reservoir angelegt.

## Geschichte

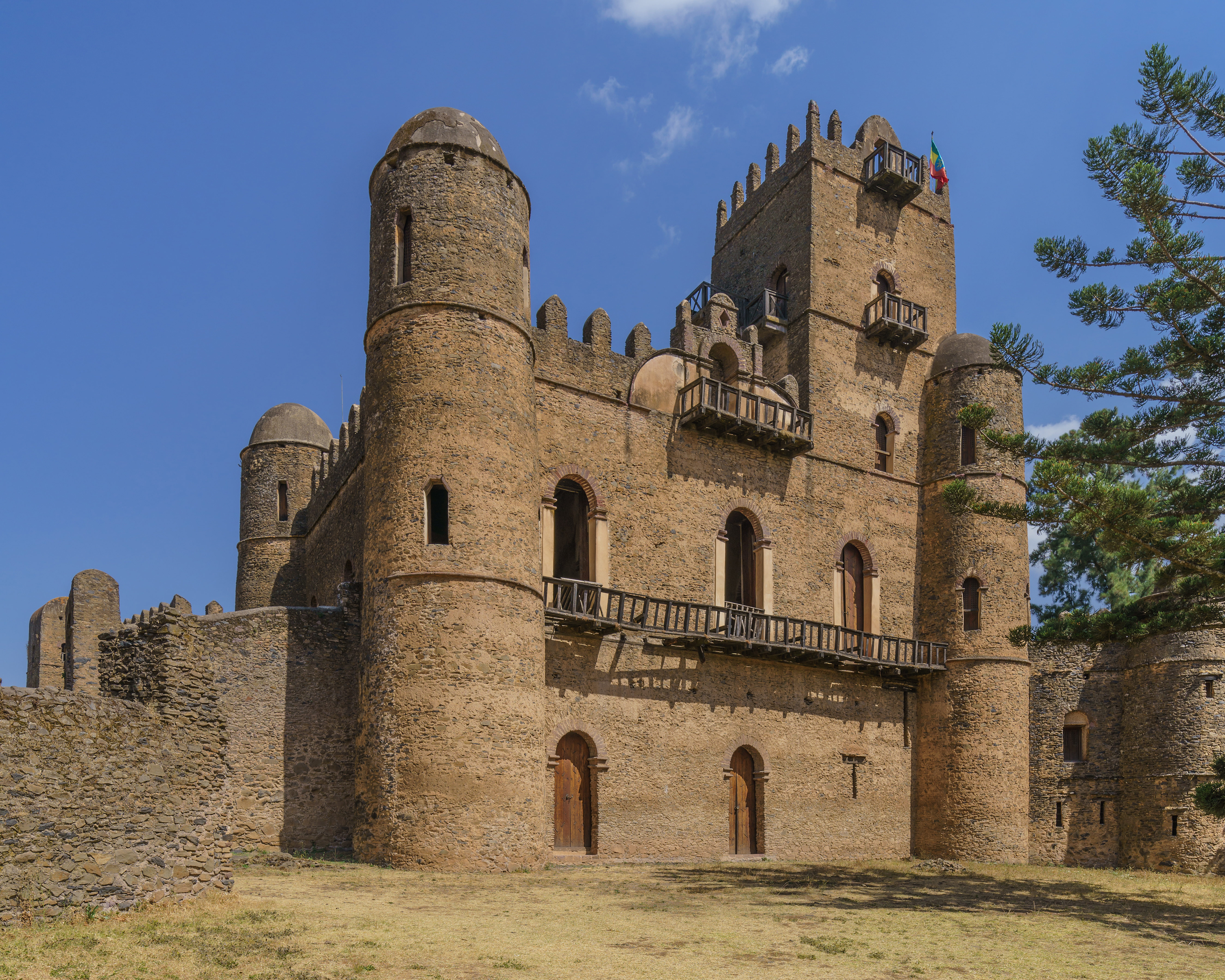
Fasilides' Palast

Gondar wurde um das Jahr 1635 von Kaiser Fasilides gegründet und entwickelte sich zu einer Agrar- und Marktstadt. Der Überlieferung zufolge führte ein Büffel den Kaiser Fasilides zu einem Teich neben dem Angereb, wo ein „alter und ehrwürdiger Einsiedler“ dem Kaiser sagte, er solle dort seine Hauptstadt errichten. Fasilides ließ das Becken zuschütten und errichtete an derselben Stelle seine Burg. Der Kaiser baute außerdem insgesamt sieben Kirchen. Auch die fünf Kaiser, die ihm folgten, errichteten in der Stadt ihre Paläste.
Beginnend mit Kaiser Menas im Jahr 1559 verbrachten die Herrscher Äthiopiens die Regenzeit in der Nähe des Tanasees und kehrten oft jedes Jahr an denselben Ort zurück. Zu diesen Lagern, die für kurze Zeit als Städte florierten, gehörten Emfraz, Ayba, Gorgora und Dankaz.
Im Jahr 1668 verfügte Kaiser Yohannes I., dass die Einwohner von Gondar nach Religionszugehörigkeit getrennt werden sollten. Dies führte dazu, dass Muslime und Juden innerhalb von zwei Jahren eigene Quartiere bezogen. Schätzungen zufolge hatte die Stadt im 17. Jahrhundert mehr als 60.000 Einwohner. Viele der Gebäude aus dieser Zeit sind trotz der Wirren des 18. Jahrhunderts erhalten geblieben.
Die Stadt diente als Hauptstadt Äthiopiens, bis Tewodros II. 1856 die kaiserliche Hauptstadt nach Debre Tabor verlegte und Gondar zu einer kirchlich geprägten Stadt wurde. Tewodros II. plünderte und brannte die Stadt 1864 nieder und verwüstete sie dann erneut im Dezember 1866. Abdallahi ibn Muhammad plünderte Gondar ebenfalls, als er im Juni 1887 in Äthiopien einmarschierte. Die sudanesischen Invasoren steckten fast jede Kirche der Stadt in Brand.
Nach dem militärischen Überfall auf Äthiopien durch das Königreich Italien im Jahr 1936 wurde Gondar unter italienischer Besatzung ausgebaut,  und die Comboni-Missionare gründeten 1937 die lateinisch-katholische Apostolische Präfektur Gondar, die nach dem Tod ihres einzigen Präfekten im Jahr 1951 aufgelöst wurde. Während des Zweiten Weltkriegs trafen Mussolinis italienische Streitkräfte im November 1941 zum letzten Mal in Gondar ein, nachdem Addis Abeba sechs Monate zuvor an britische Streitkräfte gefallen war. Das Gebiet von Gondar war bis zum Sommer 1943 eines der Hauptaktivitätszentren italienischer Guerillas gegen die britischen Streitkräfte. Während des äthiopischen Bürgerkriegs erlangten die Streitkräfte der Äthiopischen Demokratischen Union   die Kontrolle über weite Teile von Begemder, operierten 1977 teilweise nur wenige Kilometer von Gondar entfernt und schienen kurz davor zu stehen, die Stadt einzunehmen. Im Rahmen der Operation Tewodros gegen Ende des Bürgerkriegs wurde Gondar im März 1991 von der Äthiopischen Revolutionären Demokratischen Volksfront eingenommen.

### Einwohnerentwicklung
Die folgende Übersicht zeigt die Einwohnerzahlen nach dem jeweiligen Gebietsstand.
| Jahr | Einwohner |
| ---- | --------- |
| 1984 | 80.886    |
| 1994 | 112.249   |
| 2007 | 207.044   |
| 2016 | 341.991   |

## Klimatabelle
|                       | Jan  | Feb  | Mär  | Apr  | Mai  | Jun  | Jul  | Aug  | Sep  | Okt  | Nov  | Dez  |   |      |
| Mittl. Tagesmax. (°C) | 27,4 | 28,6 | 30,3 | 29,2 | 27,3 | 24,5 | 21,8 | 22,5 | 24,6 | 25,9 | 26,3 | 26,5 | ⌀ | 26,2 |
| Mittl. Tagesmin. (°C) | 11,2 | 12,9 | 15,0 | 15,9 | 15,7 | 14,4 | 14,0 | 13,3 | 13,1 | 12,3 | 11,4 | 11,1 | ⌀ | 13,4 |
|                       |      |      |      |      |      |      |      |      |      |      |      |      |   |      |
| Niederschlag (mm)     | 4    | 6    | 16   | 43   | 82   | 162  | 330  | 303  | 121  | 50   | 23   | 11   | Σ | 1151 |
|                       |      |      |      |      |      |      |      |      |      |      |      |      |   |      |
| Sonnenstunden (h/d)   | 9,4  | 8,6  | 7,4  | 8,3  | 7,7  | 6,1  | 3,7  | 4,5  | 6,8  | 7,4  | 8,0  | 9,0  | ⌀ | 7,2  |
|                       |      |      |      |      |      |      |      |      |      |      |      |      |   |      |
| Regentage (d)         | 0    | 1    | 3    | 5    | 11   | 15   | 25   | 25   | 15   | 7    | 4    | 0    | Σ | 111  |
|                       |      |      |      |      |      |      |      |      |      |      |      |      |   |      |
| Luftfeuchtigkeit (%)  | 44   | 40   | 39   | 39   | 52   | 69   | 79   | 79   | 72   | 65   | 56   | 48   | ⌀ | 56,9 |

| 11,2 |

| 12,9 |

| 15,0 |

| 15,9 |

| 15,7 |

| 14,4 |

| 14,0 |

| 13,3 |

| 13,1 |

| 12,3 |

| 11,4 |

| 11,1 |

| 11,2 |

| 12,9 |

| 15,0 |

| 15,9 |

| 15,7 |

| 14,4 |

| 14,0 |

| 13,3 |

| 13,1 |

| 12,3 |

| 11,4 |

| 11,1 |

## Persönlichkeiten
- Negousse Mengistou (* 1932), Radrennfahrer
- Haile Gerima (* 1946), Filmregisseur
- Aster Aweke (* 1960), Sängerin
- Yityish Aynaw (* 1991), israelisches Model
- Tadesse Getahon (* 1997), israelischer Leichtathlet

## Städtepartnerschaften
Gonder hat folgende drei Gemeindepartnerschaften:
| Stadt             | Land                         | seit |
| ----------------- | ---------------------------- | ---- |
| Corvallis         | Oregon, Vereinigte Staaten   | 2005 |
| Montgomery County | Maryland, Vereinigte Staaten | 2012 |
| Rishon LeZion     | Mechos haMerkas, Israel      | 2008 |